# Retina

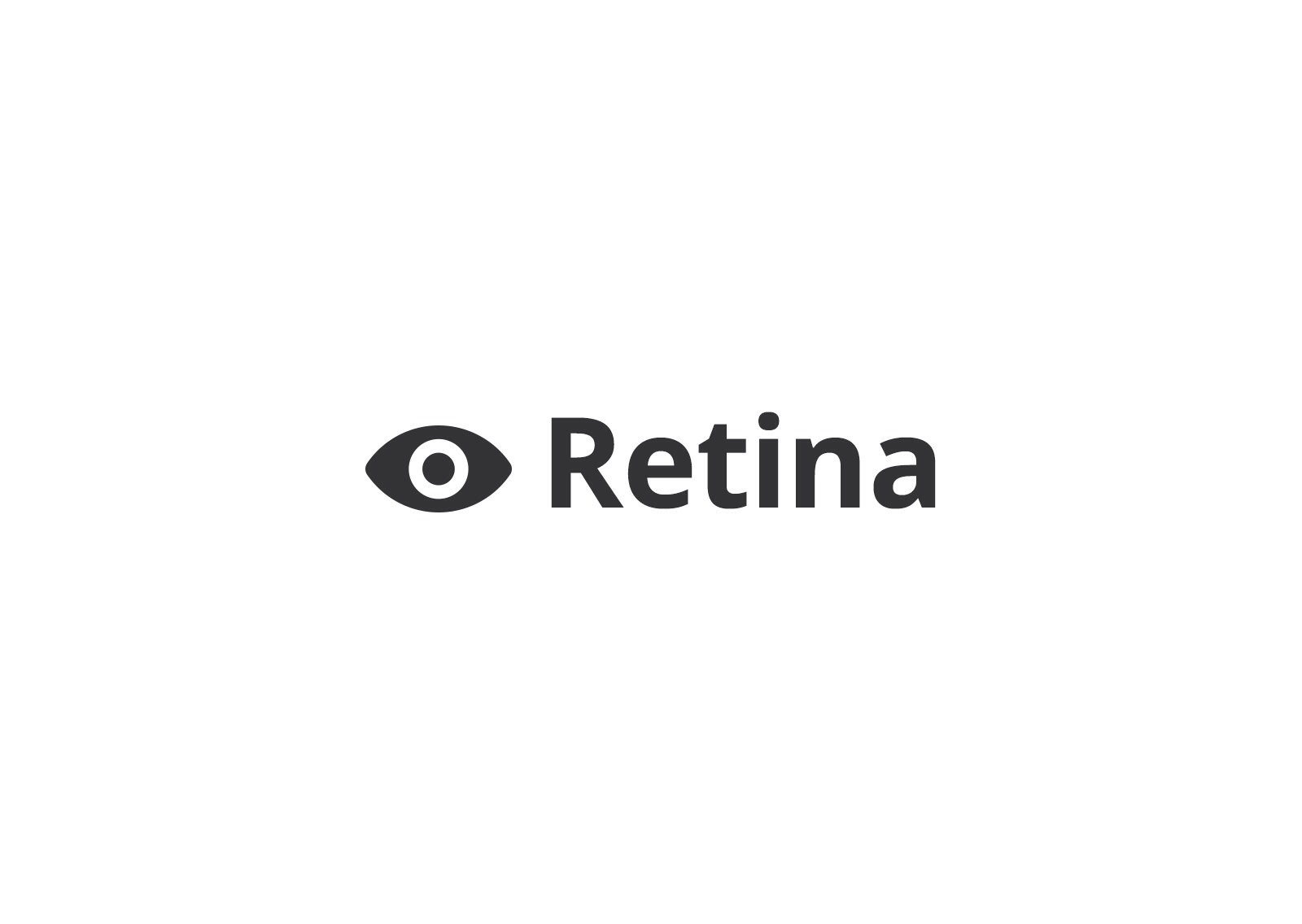
Значок дисплея Retina

Rétina (від лат. retina — сітківка) — загальна маркетингова назва РК-дисплеїв, що використовується в пристроях Apple та відрізняється настільки високою щільністю пікселів, що людське око не здатне помітити, що зображення складається з них. Apple визначає різноманітну щільність пікселів для різних пристроїв та ставить їх відповідно до типової відстані огляду для даного класу пристроїв — чим більше типова відстань, тим менша щільність пікселів необхідна для досягнення нерозрізне́нності. Спираючись на дослідження, що людське око може розрізняти тільки 300 ppi, виробник заявляє, що на таких дисплеях пікселізація зображення не розрізняється оком.
Дисплеї Retina, як і інші дисплеї для пристроїв Apple, поставляються компаніями Samsung, LG Display та Sharp.

## Технічна інформація

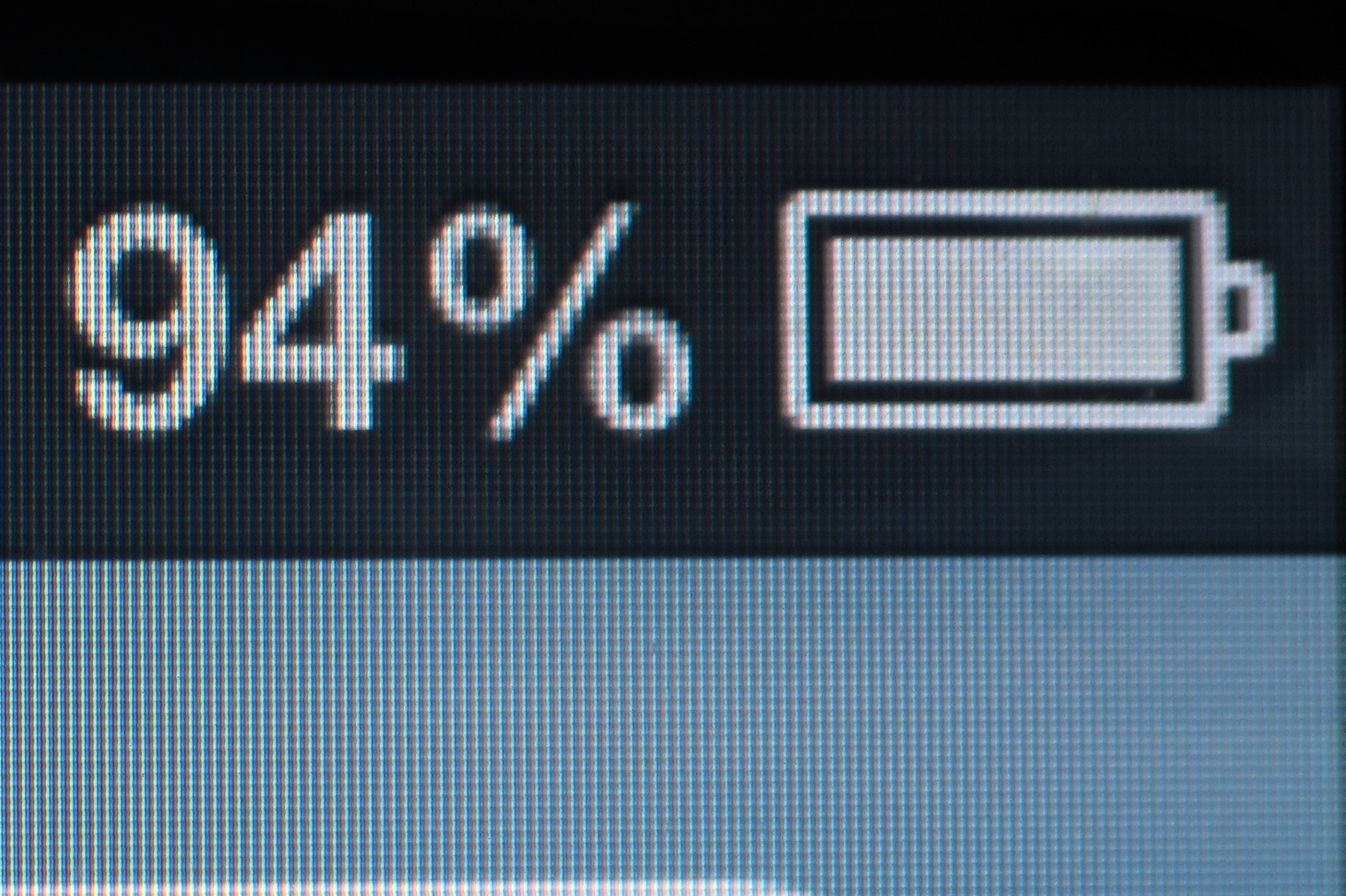
Retina display

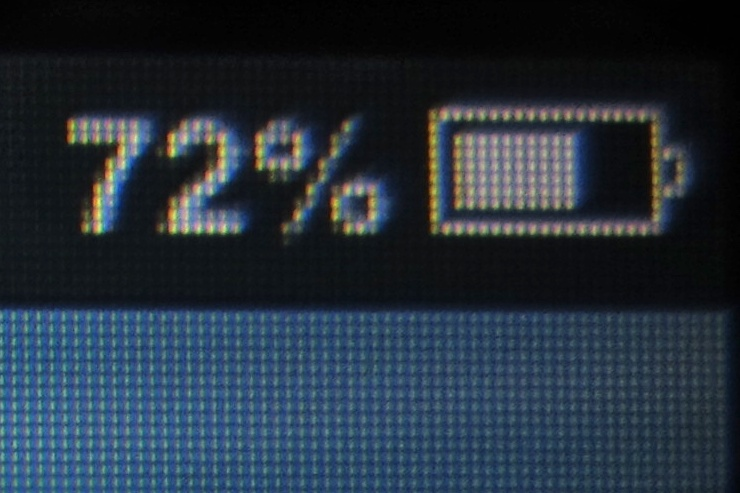
не Retina Display

Retina Display — дисплей мобільних пристроїв з високою роздільною здатністю. В Retina дисплеї використовується технологія IPS (крім 4-го покоління iPod touch, яке використовує технологію Twisted Nematic (TN)), яка забезпечує широкий кут огляду. Скло Gorilla. Часто екран покривається олеофобним шаром.
- Apple випустила наступні пристрої, що мають Retina-дисплеї:

| Модель                                       | Пікселів на дюйм | Пікселів на сантиметр | Роздільна здатність | Типова відстань перегляду | Кут огляду одного пікселя (кутових хвилин) |
| -------------------------------------------- | ---------------- | --------------------- | ------------------- | ------------------------- | ------------------------------------------ |
| iPod touch (4-е покоління) та iPhone 4/4S    | 326              | 128                   | 960×640             | 10 дюймів (25 см)         | 1,1                                        |
| iPod touch (5-е покоління) та iPhone 5/5S/5c | 326              | 128                   | 1136×640            | 10 дюймів (25 см)         | 1,1                                        |
| iPhone 6/6S                                  | 326              | 128                   | 1334×750            | 10 дюймів (25 см)         | 1,1                                        |
| iPhone 6+/6S+                                | 401              | 156                   | 1920x1080           | 10 дюймів (25 см)         | 1,1                                        |
| iPad 3/4/iPad Air/Air 2                      | 264              | 105                   | 2048×1536           | 15 дюймів (38 см)         | 0,87                                       |
| iPad mini з дисплеєм Retina                  | 324              | 129                   | 2048×1536           | 15 дюймів (38 см)         | 0,87                                       |
| MacBook Pro 15 Retina (3-е покоління)        | 220              | 87                    | 2880×1800           | 20 дюймів (51 см)         | 0,78                                       |
| MacBook Pro 13 Retina (3-е покоління)        | 227              | 89                    | 2560×1600           | 20 дюймів (51 см)         | 0,78                                       |
| iMac з дисплеєм Retina 5к                    | 218              | 85                    | 5120х2880           | немає даних               | немає даних                                |
| MacBook (Retina)                             | 226              | 89                    | 2304×1440           | 12 дюймів                 | немає даних                                |

## Retina в пристроях
Слова Стіва Джобса:  «Все те Retina, що більше 300ppi». 
Таким чином в iPad 3/4/5(Air) використовується Retina-подібний дисплей (264ppi).
Також Retina-подібний дисплей використовується в MacBook Pro 13 (3-покоління, 227ppi), MacBook Pro 15 (3-покоління, 220ppi).
Повноцінний Retina використовується тільки: З iPod-ів в iPod 4/5. З iPhone-нів в iPhone 4/4S/5/5C/5S/6/6s/SE – 326ppi (у всіх пристроях), а в iPhone 6 Plus та iPhone 6s Plus – 401ppi. З iPad-ів в iPad mini з дисплеєм Retina – 324ppi (у всіх пристроях).
В iPhone 6, iPhone 6 Plus та в iPhone 6s та iPhone 6s Plus використовується Retina HD.
В кінці 2014 року був випущений iMac 27" з дисплеєм Retina 5к, роздільна здатність якого складає 5120х2880 (218ppi).

## Цікаві факти
- З виходом iPhone 6 та 6+, Apple заявили про використання в них дисплеїв Retina HD з ще більшою щільністю пікселів. Однак на практиці щільність пікселів збільшилась лише в моделі 6+, та складає 401ppi, в той час як щільність пікселів iPhone 6 зосталась – 326ppi.

## Критика
За словами Реймонда Сонейри, президента DisplayMate Technologies, роздільна здатність сітківки людського ока вища, ніж стверджує Apple, та людське око розрізняє до 477 пікселів на дюйм при відстані в 30 см (12 дюймів). Філ Плейт з BadAstronomy написав відповідь, сказав що, «якщо у вас хороший [краще чим 19/20] зір, то пікселі будуть помітні на відстані 1 фута від iPhone 4. Малюнок буде виглядати пікселізованим. Якщо у вас середній зір, зображення буде виглядати просто відмінно», та відмітив, «Так, на мою думку, те, що сказав Джобс, було вірно. Сонейра, в той час як технічно правий, прикопався». Нейробіолог Браян Джонс, що спеціалізується на вивченні сітчатки ока, що використовує подібний, але більш детальний аналіз, прийшов до подібного висновку у своєму блозі.

## Відшарування антиблікового покриття

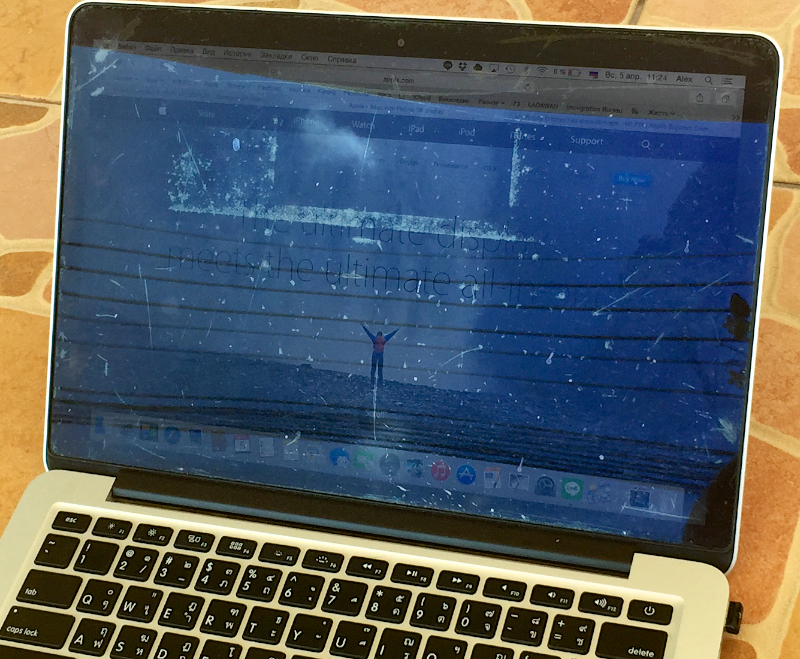
Відшарування антиблікового покриття екрана «Ретіна»

Приблизно після року випуску MacBook Pro з дисплеєм Retina користувачі стали скаржитись на відшарування антиблікового покриття екрана приблизно через 7-8 місяців використання ноутбука. Виглядає це як подряпини та пухирі на екрані (див. фото). У 2015 році Apple почала [Архівовано 12 жовтня 2016 у Wayback Machine.] виконувати заміну екранів в рамках Quality Program.